# Athyrium medium
Athyrium medium är en majbräkenväxtart som först beskrevs av Carm., och fick sitt nu gällande namn av Moore. Athyrium medium ingår i släktet Athyrium och familjen Athyriaceae. Inga underarter finns listade.